# When We Was Fab
«When We Was Fab» — песня о днях битломании, написанная Джорджем Харрисоном и Джеффом Линном. Вышла в 1987 году как шестой трек на альбоме Харрисона Cloud Nine. 25 января 1988 года песня была издана в виде второго сингла с того же альбома. В Великобритании сингл поднялся до 25-й позиции в UK Singles Chart, а в США — до 23-й строчки в чарте Billboard Hot 100.
К песне был снят музыкальный видеоклип, получивший шесть номинаций на MTV Video Music Awards 1988 года.

## Список композиций
- 7" W8131

1. «When We Was Fab» — 3:59
2. «Zig Zag» — 2:45
  - Инструментальная композиция, вышедшая в 1986 году на саундтреке к фильму «Шанхайский сюрприз».

- 12" W8131T, 12" picture disc W8131TP, 3" CD W8131CD

1. «When We Was Fab» (unextended version)
2. «Zig Zag» — 2:45
3. «That’s The Way It Goes» (remix)
  - Оригинальная версия вышла в 1982 году на альбоме Харрисона Gone Troppo.
4. «When We Was Fab» (reverse end)